# Alvise da Mosto
«Альвізе да Мосто» (італ. Alvise Da Mosto) — ескадрений міноносець типу «Навігаторі» Королівських ВМС Італії часів Другої світової війни.

## Історія творення
Корабель був закладений 22 серпня 1928 року на верфі «Cantieri del Quarnaro» у Фіуме під назвою «Альвізе Ка да Мосто». Свою назву отримав на честь венеціанського мореплавця XV століття Альвізе Кадамосто. Спущений на воду 1 липня 1929 року. 12 червня 1930 року королівським декретом перейменований на «Алвізе да Мосто».
Ще під час побудови в конструкцію кораблів типу «Навігаторі» були внесені певні зміни, і на недобудованому кораблі була проведена так звана «перша модернізація». Корабель вступив у стрій 15 березня 1931 року.

## Історія служби

### Довоєнна служба
Після вступу у стрій «Альвізе да Мосто» був зарахований до складу 3-го дивізіону легких крейсерів-скаутів. У вересні 1932 року «Альвізе да Мосто» і «Еммануеле Пессаньо» здійснили похід до берегів Південної Америки.
Під час громадянської війни в Іспанії «Альвізе да Мосто» здійснив декілька походів в іспанські води. Офіційно був стаціонером, а неофіційно допомагав франкістам. У 1938 році корабель був перекласифікований в есмінець і включений до складу XV ескадри есмінців.
У 1940 році корабель переданий військово-морській академії, де забезпечував проходження практики курсантами.
16 квітня 1940 року на «Альвізе да Мосто» розпочалась модернізація, яка завершилась 2 серпня, коли Італія вже вступила у війну.

### Друга світова війна
ЗІ вступом Італії у Другу світову війну «Альвізе да Мосто» був включений до складу XV ескадри есмінців із базуванням у Бріндізі, яка підпорядковувалась 7-й дивізії крейсерів, якою командував адмірал Фердінандо Касарді. XV ескадра залучалась до постановок мін, супроводу конвоїв, пошуку ворожих підводних човнів. «Альвізе да Мосто» декілька разів здійснював обстріли грецького та албанського узбережжя.
З 19 по 23 квітня 1941 року 7 дивізія крейсерів («Еудженіо ді Савойя», «Дука д'Аоста», «Муціо Аттендоло», «Раймондо Монтекукколі») та есмінці «Альвізе да Мосто», «Ніколозо да Рекко», «Емануеле Пессаньо», «Джованні да Верраццано», «Антоніо Пігафетта» і «Ніколо Дзено» здійснили постановки мінних полів «S 11», «S 12» ed «S 13» біля мису Бон. 23-24 квітня ці ж кораблі виставили ще 700 мін. 1 травня була здійснена постановка мінного поля «Т» на північний схід від Триполі.
3 червня 7-ма («Еудженіо ді Савойя», «Дука д'Аоста», «Муціо Аттендоло») і 4-та («Альберто да Джуссано», «Джованні делле Банде Нере») дивізії крейсерів разом з есмінцями «Альвізе да Мосто», «Антоніо Пігафетта», «Джованні да Верраццано», «Ніколозо да Рекко», «Антоніотто Узодімаре», «Вінченцо Джоберті» і «Шірокко» поставили два мінних поля на північний схід від Триполі. Саме на цих мінних полях 19 грудня 1941 року підірвалось З'єднання K — крейсер «Нептьюн» та есмінець «Кандагар» загинули, крейсери «Пінелопі» і «Аврора» були пошкоджені.
28 червня крейсери «Муціо Аттендоло», «Дука д'Аоста» та есмінці «Альвізе да Мосто», «Антоніо Пігафетта», «Джованні да Верраццано», «Ніколозо да Рекко» та «Еммануеле Пессаньо» поставили мінні поля «S 2» у Сицилійській протоці.
7 липня крейсери «Муціо Аттендоло», «Дука д'Аоста», «Банде Нере», «Альберто да Джуссано» та есмінці «Альвізе да Мосто», «Антоніо Пігафетта», «Еммануеле Пессаньо», «Ніколозо да Рекко», «Джованні да Верраццано», «Маестрале», «Грекале» і «Шірокко» здійснили ше одну постановку мін в Сицилійській протоці.
У серпні «Альвізе да Мосто» також брав участь по постановках мінних полів «S-41», «S-42», «S-43» і «S-44».

#### Загибель
30 листопада з Трапані у Триполі вирушив танкер «Монтовані». Його супроводжував «Альвізе да Мосто» під командуванням капітана II рангу Франческо дель Анно. Вранці 1 грудня конвой був помічений британським розвідувальним літаком з Мальти. О 13:00 конвой був атакований британськими літаками, і танкер «Монтовані» був уражений торпедою. «Алвізе да Мосто» взяв його на буксир.
Увечері конвой був атакований ще раз, «Монтовані» був уражений ще раз та почав тонути. «Альвізе да Мосто» підійшов до його борту і почав знімати екіпаж. У цей час на горизонті з'явились британські кораблі З'єднання K — крейсери «Аврора», «Пінелопі» та есмінець «Лавлі».
О 17:50 Франческо дель Анно ухвалив рішення атакувати ворожі кораблі. О 18:01 крейсер «Аврора» відкрив вогонь з носової башти. «Пінелопі» і «Лавлі» поки що вогонь не відкривали. «Алвізе да Мосто» випустив торпеду з дистанції 11 км і відкрив вогонь. Проте торпеда у ціль не влучила.
Італійський есмінець поставив димову завісу і розвернувся для нової атаки, але о 18:09 вогонь відкрив крейсер «Пінелопі». Від вогню британських кораблів вибухнув кормовий погріб боєзапасу. Капітан Франческо дель Анно наказав покинути корабель, частина екіпажу встигла виконати наказ. Проте навіть після вибуху італійський есмінець здійснив ще декілька пострілів у бік ворога.
О 18:15 «Альвізе да Мосто» затонув за 75 миль від Триполі у точці з координатами 33°53′ пн. ш. 12°28′ сх. д. / 33.883° пн. ш. 12.467° сх. д.. 138 членів екіпажу загинули, 134 були втятовані іншими італійськими кораблями. Капітан есмінця Франческо дель Анно за свою мужність він був нагороджений Золотою медаль «За військову доблесть».
Загалом за час війни «Альвізе да Мосто» здійснив 79 місій, пройшовши 23 531 милю.